# بندیکت پلیکت
بندیکت پلیکت (انگلیسی: Benedikt Pliquett؛ زادهٔ ۲۰ دسامبر ۱۹۸۴) بازیکن فوتبال اهل آلمان است.
از باشگاه‌هایی که در آن بازی کرده‌است می‌توان به باشگاه فوتبال سن پائولی، باشگاه فوتبال هامبورگ، و باشگاه فوتبال اشتورم گراتس اشاره کرد.